# GlobaLeaks
GlobaLeaks — відкрите, безкоштовне програмне забезпечення для безпеки анонімних інформаторських ініціатив. Його створив Центр з прозорості та цифрових прав людини «Гермес», італійська НУО, що підтримує свободу слова в Інтернеті.
Це програмне забезпечення дає змогу будь-кому, навіть без технічної освіти, легко налаштувати та підтримувати інформаторську платформу.

## Історія
Концепцію проекту створив Фабіо П'єтросанті і вперше поділився нею в спільноті хактивістів 15 грудня 2010 року.
Клавдіо Аґості, Артуро Філасто, Мішель Орру та Джованні Пеллерано долучились до першої розробки.
6 вересня 2011 року в списку розсилки «Full disclosure» анонсували перший прототип.
На запитання інтерв'юера про те, як розпочався проект GlobaLeaks, Філасто пояснив: «Після всієї драми з WikiLeaks Cablegate ми вирішили працювати над цим».
Ідея GlobaLeaks «народилася від усвідомлення журналістами необхідності забезпечити конфіденційність своїх джерел, незважаючи на незахищену мережу». Програмне забезпечення призначене для використання журналістами, які не мають просунутих навичок роботи з комп'ютером, але потребують безпечної платформи для захисту своїх джерел. Воно дає можливість журналістам та їхнім джерелам безпечно спілкуватися, дозволяючи «безперервний потік даних між людьми з повною безпекою». Воно також дає можливість журналістам верифікувати джерела, здійснюючи запити щодо різних видів даних та документів. Ба більше, GlobaLeaks є гнучкішим, ніж WikiLeaks (який є лише англійською мовою, і централізованим, з фокусом на «подіях національного та міжнародного резонансу»). GlobaLeaks, навпаки, «дозволяє спілкуватися мовою користувачів і відкритий для місцевих проблем, що впливають на повсякденне життя».
Філасто з партнерами відзначили, що більшість сайтів для викриття інформації «мали погану безпеку». Вони, наприклад, мали такі вразливості як у системи для обміну файлами з викритою інформацією SafeHouse від Волл-стріт Джорнел, яку «виявили одразу через кілька годин після того, як її запустили онлайн». Філасто прокоментував: «Ми бачили, що є база користувачів, але розробники роблять її неправильно. Ми сказали: „Ми — люди, що працюємо з безпекою, ми можемо зробити це краще“. Тож два роки тому ми придумали покращений прототип: Globaleaks 0.1. Це був початковий експеримент, але він пройшов досить добре. Потім ми переробили його з нуля, і зараз ми маємо версію 2.24».
2011 року Tor2web, проксі-сервер Tor Hidden Service, розроблений Аароном Шварцом і Вірджилом Ґріффітом, став частиною проекту GlobaLeaks як компонент, призначений для розширення доступності платформ з традиційними з'єднаннями HTTPS.
2012 року в Італії заснували НУО "Центр з прозорості та цифрових прав людини «Гермес».

## Реакція
Брендон Стош назвав GlobaLeaks «проектом з відкритим кодом, спрямованим на створення всесвітньої, анонімної, стійкої до цензури, розповсюдженої інформаторської платформи». GlobaLeaks прагне «демократизувати модель WikiLeaks» і стати «стандартом де-факто у технологічно керованому інформаторстві», зосередженим на дослідженні найкращого компромісу між безпекою та зручністю використання. ГО «Центр Гермес» «має на меті допомогти з поширенням інформації в іншому масштабі, ніж на це здатна WikiLeaks». У грудні 2013 року П'єтросанті сказав: «ми визначили, що потрібно для розв'язання проблеми або розробки програмного забезпечення, яке дозволило б будь-якій організації залучати викривачів, навіть на місцевому рівні».
Енді Ґрінберґ процитував П'єтросанті, сказавши, що мета організації «Гермес» «полягає в розширенні руху з викриття інформації від нинішніх близько п'ятдесяти імітацій WikiLeaks до мережі із сотень або тисяч „вузлів інформаційних витоків“, якими може керувати кожен: від американських корпорацій, які за законом зобов'язані проводити внутрішню профілактику проти витоку інформації, до радикальних активістів, які сподіваються передати свої матеріали видавцям і використовують Tor, щоб залишитися повністю анонімними». За словами Ґрінберґа, GlobaLeaks «має на меті розосередити ризик передачі чутливого матеріалу між армією осіб, замість однієї вразливої групи посередників». "Деякі люди можуть бути схожими на Ассанжа і сказати: «Добре, ми опублікуємо і будемо боротися і так далі», — каже П'єтросанті. «Але багато людей хочуть боротися з корупцією і не брати на себе такої великої відповідальності. Якщо профіль ризику кожного, хто запускає вузол витоку, зменшується, то буде більше вузлів витоку. WikiLeaks чогось навчив нас. І воно повернуло слово „інформатор“ до суспільного усвідомлення (…) Але GlobaLeaks є наступним логічним кроком.» — додав Філасто.
У жовтні 2013 року Тессел Рензенбрінк у своїй статті «Побудова інфраструктури для інформаторства» написала, що «існує дуже мало механізмів захисту для інформаторів», і що через це «інформаторство обрали як важливу тему для OHM2013, найбільшого хакерського фестивалю просто неба в Європі». На фестивалі Рензенбрінк розмовляла з людьми з «декількох організацій, які розпочали ініціативи зі створення кращої інфраструктури для інформаторства», включаючи Філасто, який розповів їй: «Globaleaks — це програмне забезпечення, призначене для того, щоб кожен міг легко створити сайт для інформаторів». Філасто підкреслив, що «це програмне забезпечення з відкритим вихідним кодом, тому кожен може його завантажити, встановити та створити інформаторський сайт. (…) ми самі не запускаємо інформаторську платформу (…), але ми робимо внесок у цю екосистему, дозволяючи іншим людям провадити успішні ініціативи».

## Функціювання
Сайт GlobaLeaks використовує Tor Hidden Services, щоб гарантувати анонімність джерела.
Після внесення на платформу GlobaLeaks, дані шифруються за допомогою програми PGP, і система автоматично оповіщає зареєстрованих одержувачів (наприклад, місцеві ЗМІ, НУО або навіть окремих журналістів). Платформи GlobaLeaks не зберігають нічого постійно, а надана інформація та файли видаляються якнайшвидше через сувору політику зберігання даних.
Загалом, процес поліпшено через пропозицію джерелу використати анонімну операційну систему Tails при підключенні до GlobaLeaks.
Для доступу до GlobaLeaks від програмного агента користувача вимагається наявність JavaScript.

## Реалізація
До 2017 року GlobaLeaks інтернаціоналізували на 20+ мов і реалізували у понад 60 проектах та ініціативах у всьому світі. До величезної кількості користувачів належать незалежні ЗМІ, активісти, медіа-агенції, корпорації тощо.
Джон Борланд, репортер журналу Wired, описав ранні впровадження GlobaLeaks як «запроваджену по Європі, незалежними групами журналістів та активістів у Сербії, організаціями журналістів-розслідувачів в Угорщині та Італії, і групою анти-мафії в Італії». Борланд зауважив, що «інформаторський сайт на базі GlobaLeaks в Ісландії, під назвою Люст, сьогодні [30 грудня 2013] випустив нові документи про фінансовий крах цієї країни 2008 року». П'єтросанті сказав Борланду, що GlobaLeaks «зараз розмовляє з організаціями в низці інших країн, включаючи кілька медіа-груп, які хочуть відтворити успішну голландську модель». Борланд додав, що «активісти також вивчають тематичні сайти витоків інформації щодо таких питань, як права людини, злочини проти диких тварин, спостереження, безпека харчових продуктів у Сполучених Штатах, і цензура».
Найбільша реалізація GlobaLeaks відбулася 2014 року організацією PubLeaks в Нідерландах. «Це фонд, що налічує 42 найбільших медіа-організації країни серед своїх членів. Там кожна організація платить 500 євро на рік, а натомість отримує спеціальний ноутбук, призначений для доступу до системи з витоком інформації». Борланд зазначив, що «при доступі до Publeaks з Інтернету, інформатори можуть вибирати, яким трьом з цих медіа організацій надіслати інформацію. Усі організації-учасники погоджуються дотримуватися періодів ембарго, дозволяючи перевіряти інформацію без негайного тиску щодо публікації. У цієї групи вже було декілька резонансних витоків, включаючи один, що призвів до відставки відомого парламентаря.»
Інші великі організації, що підтримують встановлення платформ для інформаторів на базі GlobaLeaks: Free Press Unlimited (FPU) та Associated Whistleblowing Press (AWP).
FPU, організація з Нідерландів, створила AfriLeaks та MéxicoLeaks. AfriLeaks був першим проектом GlobaLeaks за межами західного світу, під керівництвом альянсу з 15+ африканських новинних організацій, які прагнуть говорити правду про владу. «Інформаторство є важливим інструментом, який слід використовувати обережно, тому майбутнє навчання зараз планується і буде продовжуватися регулярно». — сказав Пеллерано газеті Ґардіан. Що стосується MéxicoLeaks, то вона є активною незалежною інформаторською платформою, спрямованою на розкриття інформації задля громадського інтересу у Мексиці, яка отримала нагороду FRIDA 2016 року.
AWP, бельгійська організація, створила Ljost (Ісландія), Filtrala (Іспанія), EcuadorTransparente (Еквадор) і PeruLeaks (Перу). Співзасновник AWP Педро Ноель описує AWP як «некомерційну організацію, що за допомогою інформаторства бореться за свободу слова і проти порушення прав людини».
Одним з найуспішніших проектів GlobaLeaks є WildLeaks, це перша в світі інформаторська ініціатива, яка присвячена злочинам проти дикої природи та лісу, що фінансується і управляється організацією Elephant Action League (EAL). Одне з її досліджень висвітлили в документальному фільмі каналу Netflix, що отримав нагороду, Гра слонової кістки [Архівовано 30 жовтня 2020 у Wayback Machine.].
GlobaLeaks також співпрацювала з основними антикорупційними та правозахисними НУО, такими як Transparency International Allerta Anticorruzione, OCCRP (OCCRPLeaks [Архівовано 6 травня 2016 у Wayback Machine.]) та Amnesty International Amlea.
2017 року Xnet, активістський проект, який працює над та для мережевої демократії та цифрових прав з 2008 року, запустив у мерії Барселони першу публічну скриньку для антикорупційних скарг з використанням технології захисту анонімності, як Tor та GlobaLeaks («Bústia Ètica» каталонською). З цим піонерським проектом міська рада Барселони є першим муніципальним урядом, що запрошує громадян використовувати інструменти, які дозволяють їм надсилати інформацію безпечно, а також гарантує приватність і дає можливість громадянам бути абсолютно анонімними.
2018 року італійський анти-корупційний орган (ANAC)]], адміністративний орган перевірки, запустив свою національну онлайнову інформаторську платформу, використовуючи сервіси GlobaLeaks та onion, надаючи інформаторам, що з'являються, безпечний шлях повідомити про незаконні дії, захищаючи їх особистість.

## Фінансування
2011 року GlobaLeaks 0.1 отримала фінансування від USAID Сербії.
2012 року GlobaLeaks 2.0 профінансував Фонд відкритих технологій на суму $108.400 в рамках програми Freedom2Connect.
2013 року проект зміг вижити за рахунок кількох пожертвувань та великої кількості волонтерської роботи, виконаної її основними членами.
2014 року центр «Гермес» отримав 200 тис. євро від фонду «Hivos» для розгортання проектів інформаторських ініціатив на Глобальному Півдні.
У липні 2014 року проект GlobaLeaks фінансувався Фондом відкритих технологій на суму близько $234 тис. з метою розробки нової Дорожньої карти з 3-го кварталу 2014 року до 1-го кварталу 2016 року щодо якої всі звіти про виконану роботу є загальнодоступними.
У вересні 2014 року Трансперенсі Інтернешнл Італії заснувала свій Антикорупційний центр захисту прав та правової допомоги (ALAC) на внесок 6 тис. євро з гранту ЄС.